# George Li
George Li (24 augustus 1995°) is een Amerikaanse pianist. Hij begon professioneel op te treden op negenjarige leeftijd en won een indrukwekkende reeks awards, waaronder een zilveren medaille in de Internationale Tsjaikovski-wedstrijd 2015 en de Avery Fisher Career Grant in 2016.

## Beginjaren
George Li werd geboren in Boston, Massachusetts. Zijn ouders kwamen uit de Volksrepubliek China. Z'n vader is een wetenschapper en moeder is een accountant, maar klassieke muziek was alomtegenwoordig tijdens zijn jeugd en ze gaven hun kinderen alle kansen om zich creatief te ontwikkelen. Li's oudere broer en zus kregen ook pianolessen en concerten van het Boston Symphony Orchestra zijn bij z'n fijnste jeugdherinneringen. Zelf kreeg hij pianolessen vanaf z'n vierde en nam deel aan lokale wedstrijden vanaf z'n zesde. Hij studeerde bij Chinese componist en politiek vluchteling Yin Chengzong en later bij de Koreaanse pianiste Wha Kyung Byun en bij haar leraar Russell Sherman.
Li trad in 2004 voor de eerste keer op met een orkest, het Xiamen Philharmonic, toen hij negen was. Een jaar later maakte hij zijn solorecital debuut in Boston. Als elfjarige speelde hij in Carnegie Hall, in New York. Dit optreden werd in 2007 uitgezonden door televisieomroep NPR, waarmee hij ineens ook zijn televisiedebuut maakte. Twee weken later verscheen hij in de Martha Stewart Show, een populaire talkshow.

## Onderscheidingen
Li ontving de eerste prijs van de Massachusetts Music Teachers Association op z'n 6e én op z'n 7e. In 2005 won Li als negenjarige de tweede prijs in zowel de Virginia Waring International Piano Competition als de Cincinnati World Piano Competition. In 2008 won hij de tweede prijs in de Gina Bachauer International Piano Junior Artist Competition. In 2010 behaalde hij de eerste prijs in de Cooper International Piano Competition van Oberlin College in Ohio. Enkele maanden later won George Li de eerste prijs in de Young Concert Artists International Auditions 2010. Op 23 juni 2011 werd Li geselecteerd als een van de twee ontvangers van de Gilmore Young Artist Award 2012, als de tot dan toe jongste ontvanger van de prijs.
Op 1 juli 2015 won Li de tweede prijs, samen met Lukas Geniušas, in de International Tchaikovsky Competition. Doordat hij deze wedstrijd in Moskou won, nam dirigent Valery Abisalovich Gergiev hem onder de arm als mentor.
In 2016 was Li een van de vier ontvangers van de Avery Fisher Career Grant 2016. Hij studeerde in 2018 af aan de Harvard University en het New England Conservatory.

## Carrière
Li trad als solist op met orkesten zoals het Los Angeles Philharmonic, Mariinsky Orchestra, Orchestre National de Lyon, Deutsches Symphonie-Orchester Berlin, St. Petersburg Philharmonic, Rotterdams Philharmonic, Cleveland Orchestra, Xiamen Philharmonic Orchestra, Royal Liverpool Philharmonic Orchestra, Simon Bolivar Symphony Orchestra, Boston Philharmonic Orchestra,  Brooklyn Philharmonic, Waltham Symphony Orchestra, Princeton Symphony Orchestra, Albany Symphony Orchestra, Lexington Symphony Orchestra en de Detroit Symphony Orchestra.
Op 7 juni 2011 trad Li op voor president Barack Obama en Michelle Obama, de Duitse bondskanselier Dr. Angela Merkel en haar man Dr. Joachim Sauer, in de Rozentuin van het Witte Huis, tijdens een staatsdiner.